# Kris
Kris lub keris – sztylet lub puginał malajski, zwykle o wężowatej głowni z bruzdami i często małą haczykowatą wypustką. Długość jego głowni wynosi około 30–40 cm (w wersji katowskiej 50–60 cm). Broń ta stała się narodowym symbolem Malezji. 

## Charakterystyka
Kris zazwyczaj uzupełnia galową garderobę arystokracji. W swoim charakterystycznym kształcie pojawił się dopiero około XIII wieku, jednak jego tradycja ma korzenie w prehistorii. Najwcześniej pojawił się na Jawie w IV wieku, w późniejszym okresie pojawiły się różne lokalne odmiany. Każda odmiana mogła być używana tylko przez określoną klasę osób. Kris stanowi obiekt czci niemal religijnej, ofiaruje się mu kwiaty, kadzidła i żywność. Dla nabrania mocy magicznej wbijano kris w ciało węża. Również sama forma klingi nawiązuje do symboliki węża naga. Czcią darzono również wytwórców, zwanych empu, przypisując im znajomość magii. Wykorzystywali oni, oprócz zwykłego żelaza, również żelazo pochodzące z meteorytów, uzyskując odpowiedni efekt dekoracyjny (skuwano 3 warstwy miękkiej stali lub żelaza z żelazem pochodzącym z meteorów zawierającego ok. 3% niklu). Rękojeść dawnych krisów nawiązuje natomiast do postaci ludzkiej.
W 2005 roku kris indonezyjski został proklamowany arcydziełem ustnego i niematerialnego dziedzictwa ludzkości, a w 2008 roku wpisany na listę niematerialnego dziedzictwa UNESCO.